# Asche

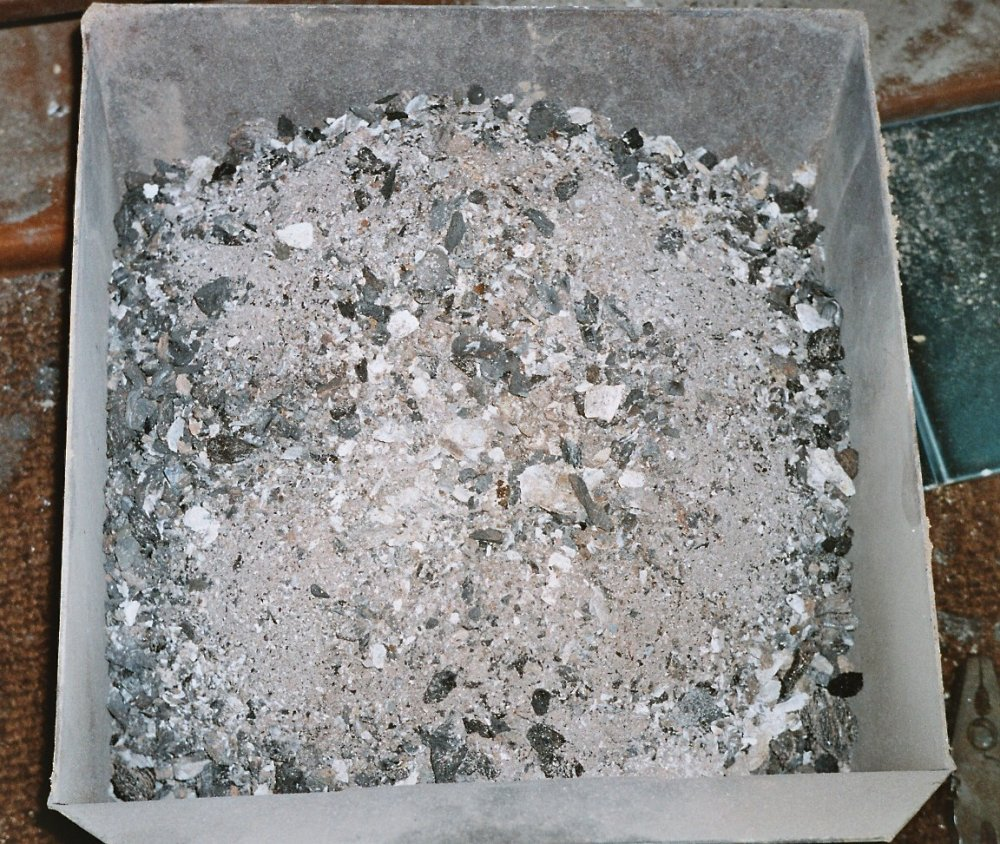
Kasten voller Asche aus einer Steinkohleheizung

Asche (lateinisch bzw. pharmazeutisch Cinis) ist ein fester Rückstand aus der Verbrennung organischen Materials, also von fossilen Brennstoffen, Biokraftstoffen oder Lebewesen wie Pflanzen, Tieren und Menschen. Sie entsteht aus dem anorganischen Teil der verbrannten Substanz und besteht somit aus Mineralstoffen.

## Etymologie
Das altgermanische Wort, mittelhochdeutsch asche, althochdeutsch asca, beruht wie Esse auf der indogermanischen Wurzel ā̆s- („brennen, glühen“). Der Begriff ist Teil der Swadesh-Liste.

## Chemische Zusammensetzung
Chemisch betrachtet ist der Aschegehalt ein Maß für den Mineralstoffgehalt der Lebewesen. Allerdings sind beide Werte nicht identisch, da bei der Verbrennung auch die mineralische Substanz reagiert und damit eine Gewichtszunahme oder -abnahme erfahren kann. Asche besteht vor allem aus Oxiden und (Bi-)Karbonaten diverser Metalle, z. B. CaO, Fe2O3, MgO, MnO, P2O5, K2O, SiO2, Na2CO3, NaHCO3 etc.
Je höher die Brenntemperatur ist, desto geringer wird der Gehalt an Carbonaten, da diese unter Abgabe von CO2 zu Oxiden weiterreagieren. Dadurch bleibt bei der Holzverbrennung bei gleichem Brennstoff je nach Ofentyp mehr (etwa bei Rostfeuerung) oder weniger (bei Grundöfen oder Sturzbrandöfen) Asche übrig. Ist die Temperatur im Feuer so hoch, dass die Aschenbestandteile anschmelzen und weich und teigig werden, so entsteht beim Abkühlen durch Sintern eine poröse oder glasige, aber feste Masse. Diese nennt man auch Schlacke. Der Ascheerweichungspunkt liegt je nach Bestandteilen typischerweise zwischen 900 und 1200 °C.
Die Bestimmung des Aschegehalts stellt eine Reinheitsprüfung von organischen Substanzen dar und ist in mehreren Monographien des Ph. Eur. vorgeschrieben. Die auf jeder Backmehlpackung angegebene Mehltype, beispielsweise „Type 700“, beschreibt den Aschegehalt in Milligramm je 100 Gramm trockenen Mehls und ist ein Maß für den Ausmahlungsgrad oder Gehalt an mineralstoffreichen Schalenteilen.
Aus dem Aschegehalt kann in der Lebensmittelanalytik auf die Reinheit bzw. Verdünnung oder Streckung von Fruchtsäften geschlossen werden, da bei unverdünnten Säften die Aschegehalte innerhalb bekannter konstanter Grenzen liegen.
Die Schüttdichte von Holzasche (frisch aus dem Ofen, unkomprimiert) liegt bei etwa 0,3 kg/l.

## Verwendung

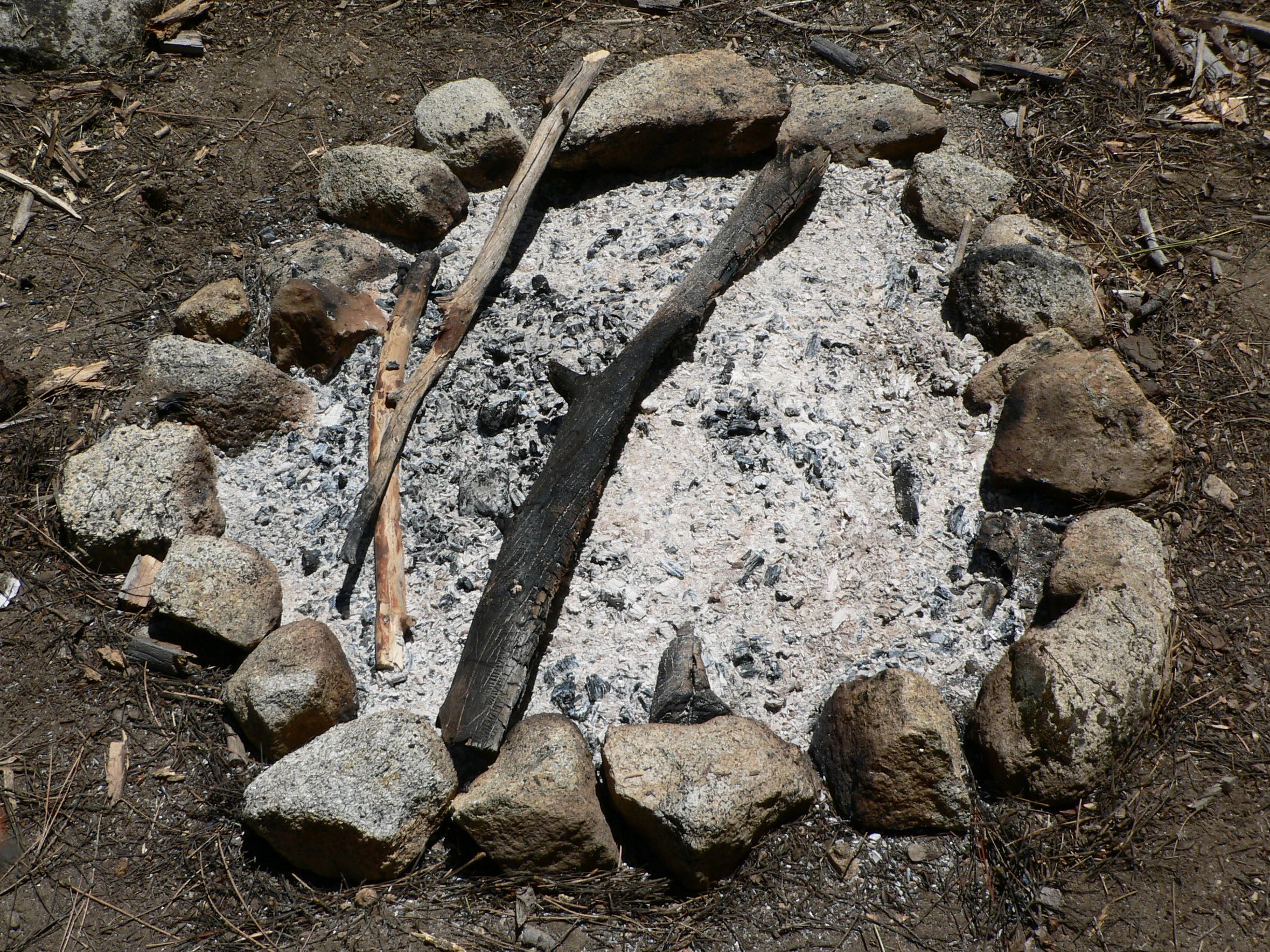
Asche eines Lagerfeuers

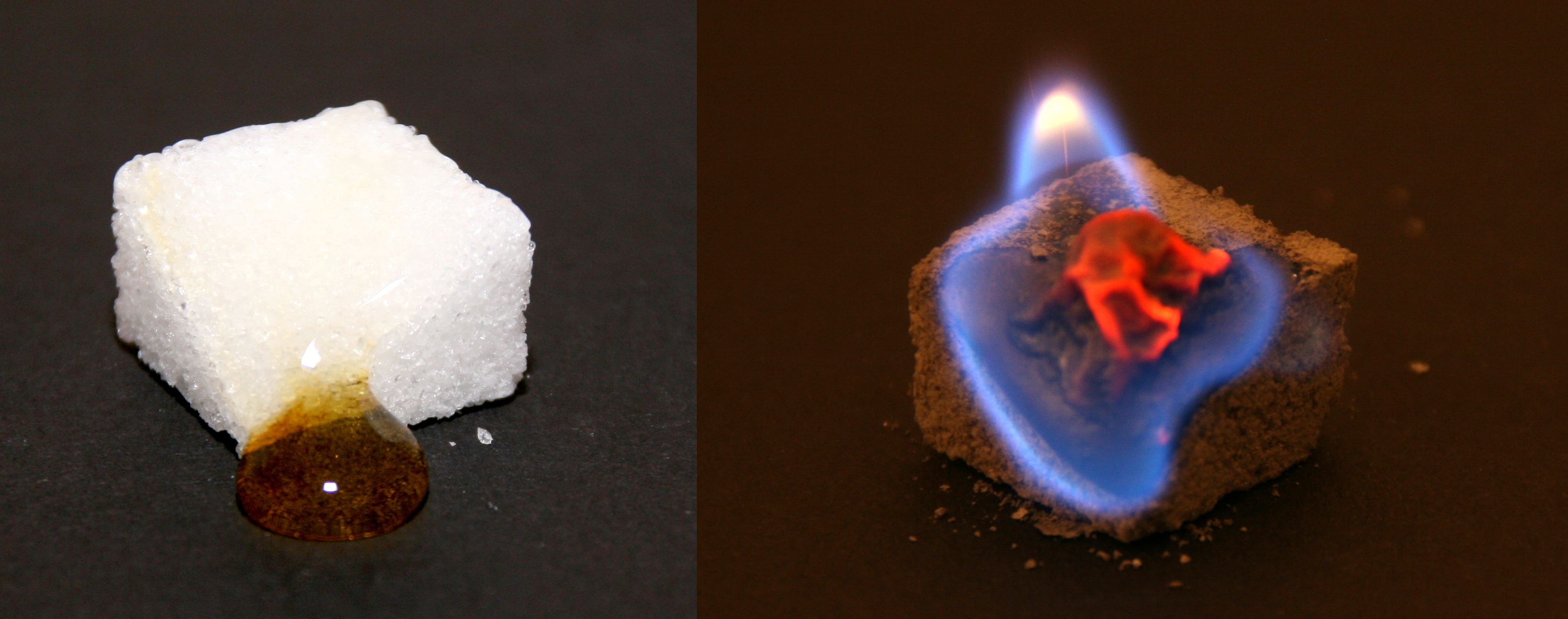
Links: teilweise karamellisierter Würfelzucker, rechts: Verbrennung eines Zuckerwürfels mit Asche als Katalysator

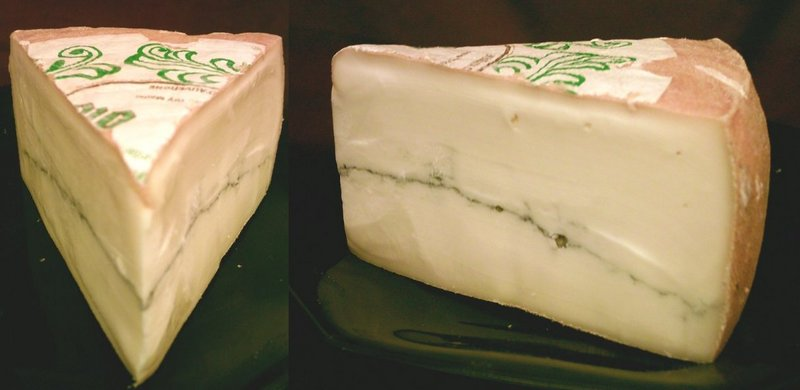
Pflanzenasche durchzieht einen Laib Morbier

Holzasche (lateinisch Cinis) aus der Verbrennung von naturbelassenem, also nicht chemisch behandeltem Holz kann als Dünger in Landwirtschaft und Gartenbau verwendet werden. Sie enthält im Mittel 50 % CaO, 16 % K2O, 15 % MgO, 7 % P2O5 sowie weitere Spurenelemente, aber weder Stickstoff noch Kohlenstoff, die beide an der Verbrennung beteiligt sind und dabei in Rauchgase umgesetzt werden. Als Richtwert bei einer bedarfsgerechten Anwendung gelten maximal drei Liter Asche pro 10 m² Fläche im Jahr. Die Asche enthält dabei je nach Brenntemperatur leicht wasserlösliche Carbonate und schwerer wasserlösliche Oxide, bei der chemischen Analyse wird der Mineralgehalt standardisiert als „-oxide“ bestimmt und so angegeben, auch wenn in der zu untersuchenden Probe ursprünglich ein Gemisch mit Carbonaten vorlag.
Wegen der atmosphärischen Schadstoffeinträge in den 1980er Jahren (Schlagwort Saurer Regen) wurden in einigen deutschen Bundesländern „Kompensations-“ oder auch „Bodenschutzkalkungen“ großflächig durchgeführt (in der mittelalterlichen Literatur wurde auch Kalk als Asche angesehen; siehe auch Kalkung). In Österreich blieben derartige Maßnahmen eher auf Forschungs- und Pilotstudien beschränkt („Wunderdünger“ gegen das Waldsterben); nennenswerte großflächige Einsätze gab es kaum. In der Schweiz ist die Düngung des Waldes gesetzlich verboten und nur für Forschungszwecke erlaubt.
Holzasche aus unbehandeltem Holz ist auch als Zusatz beim Kompostieren geeignet. Sie kann den Kompostiervorgang positiv beeinflussen und sollte schichtweise und in kleinen Mengen in den Kompost eingearbeitet werden. Im Holz eingelagerte und gespeicherte Schwermetalle (beispielsweise Chrom(VI)) gelangen ins Abgas oder in die Asche. Schwermetalle befinden sich je nach Gegend in unterschiedlicher Konzentration in Waldböden und werden wie Mineralstoffe in Spuren im Holz eingelagert. Seitdem der Mensch Erze verhüttet, wurden mit den dabei entstehenden Abgasen Metallpartikel emittiert; sie wurden durch Winde verteilt und sanken zu Boden bzw. wurden von Regen zu Boden gebracht.
Asche wird auch zum Streuen von vereisten Gehwegen verwendet. Sobald Feuchtigkeit auftritt, z. B. durch antauen der Oberfläche, verliert die Asche ihre abstumpfende Wirkung weitestgehend. Diese Verwendung kann von den Kommunen in ihren Winterdienst-Satzungen verboten sein.
Holzasche kann als natürliche Zahnpasta verwendet werden.
Holzasche wurde als Reinigungsmittel (Aschenlauge), zur Seifenherstellung und im Spätmittelalter als Flussmittel zur Glasherstellung verwendet. Die Inka verwendeten Holzasche, um Mais für den Menschen bekömmlich zu machen (Nixtamalisation). Der Stamm der Huaorani in Ecuador verwendet Asche zur Körperhaarentfernung.
Im Bauwesen verwendete man Holz- oder Kohlenasche (Löschasche oder kurz Lösch) als nicht brennbare Beschüttung von Hohlräumen in Holzbalkendecken zum Zweck der Wärmedämmung und des Schallschutzes sowie zur Ebnung von Dippelbaumdecken.
Asche findet im keramischen Bereich als Masse- bzw. Glasurzusatz Verwendung. Die Eigenschaft, als Flussmittel aufzutreten, steht dabei im Vordergrund.
Keine Verwendung findet normale Asche auf der „Aschenbahn“, dort wird vulkanische Asche verwendet.

## Umweltgefahren

### Schwermetalle
Während Arsen schon bei verhältnismäßig geringen Temperaturen ein volatiles Oxid (Arsen(III)-oxid) bildet, verbleiben die meisten Schwermetalle, welche im Ausgangsmaterial enthalten waren, in der Asche. Da der Großteil der Masse (Kohlenwasserstoffe und der etwaige Wassergehalt sowie andere volatile Bestandteile) des Brennstoffs in die Luft „verloren“ geht, erfolgt in der Asche eine Aufkonzentration der nicht-volatilen Bestandteile, darunter der Schwermetalle bzw. deren Oxide oder Carbonate. Während unbehandeltes Holz (außer jenes, was an besonders belasteten Standorten gewachsen ist) zumeist keine bedenklichen Schwermetallgehalte in der Asche aufweist, enthalten viele Holzbehandlungsmittel Schwermetalle. Daher ist dringend davon abzuraten, behandeltes Holz im Hausbrand zu verwenden oder dessen Asche zu Zwecken wie Dünger, Kosmetik oder Nahrungsmittel zu verwenden. Auch fossile Brennstoffe wie Torf oder Kohle können oft nennenswerte Mengen Schwermetalle enthalten, welche dann in höherer Konzentration in der Asche verbleiben. Dadurch können sich gesundheitlich und ökologisch bedenkliche Konzentrationen ergeben und je nach Herkunft kann Asche sogar in die Kategorie Sondermüll fallen und bedarf dann entsprechender Behandlung. Durch das generell alkalische Milieu von Asche verändert sich die Löslichkeit verschiedener Ionen in Wasser – einige werden leichter löslich, andere schwerer. Dadurch kann die Gefahr, dass entsprechende Schadstoffe in die Biosphäre gelangen, steigen. Wird Asche trocken und unzureichend gegen Wind geschützt gelagert können Stäube über große Strecken verteilt werden.

### Radioaktivität
Stein- sowie Braunkohle enthält fast immer auch Spuren der radioaktiven Elemente Uran, Thorium und Radium. Der Gehalt liegt je nach Lagerstätte meist zwischen wenigen ppm und 80 ppm, europäische Stein- oder Braunkohle enthält etwa 80–135 ppm Uran. Da weltweit etwa 7800 Millionen Tonnen Kohle pro Jahr in Kohlekraftwerken verbrannt werden, schätzt man den Gesamtausstoß auf 10.000 Tonnen Uran und 25.000 Tonnen Thorium, der zum großen Teil in der Asche enthalten ist. Es handelt sich dabei um TENORM, da der Ursprung des Materials natürlich ist, seine Konzentration jedoch Ergebnis eines menschlich-technologischen Prozesses ist. Flüchtige Produkte der Zerfallsreihe wie Radon verbleiben dabei nicht in der Asche, sondern werden mit den Abgasen in die Luft abgegeben. Eine Filterung des Radons ist weder vorgeschrieben noch wird sie (Stand 2023) irgendwo in der Welt durchgeführt. Da auch Teile der nicht volatilen Radionuklide als Teil der Flugasche in die Umgebung abgegeben werden, ist die zusätzliche Strahlenbelastung der Umgebung durch ein Kohlekraftwerk im Normalbetrieb höher als jene eines Kernkraftwerkes, jedoch sind beide im Verhältnis zur natürlichen Hintergrundstrahlung trivial. Je nach Art der Rauchgasentschwefelung kann der REA-Gips auch mit geringen Mengen Radiumsulfat kontaminiert sein, jedoch sind diese Werte geringer als bei Phosphorgips und vielen natürlichen Gipslagerstätten.
Zwischen 1960 und 1970 wurden in den USA etwa 1100 Tonnen Uran aus Kohleasche gewonnen. Im Jahr 2007 beauftragte die chinesische National Nuclear Corp die kanadische Firma Sparton Resources in Zusammenarbeit mit dem Beijing No. 5 Testing Institute Versuche durchzuführen, Uran aus der Asche des Kohlekraftwerks Xiaolongtang in der Provinz Yunnan zu gewinnen. Der Urangehalt der Asche aus diesem Kraftwerk liegt mit durchschnittlich 210 ppm Uran (0,021 % U) über dem Urangehalt mancher Uranerze.

## Brandgefahren
Da auch kleine Mengen von Asche relativ lange eine Brandgefahr darstellen können, wird empfohlen, dass diese mindestens 48 Stunden lang ausgekühlt ist. Die Entsorgung von Asche hat im Restmüll zu erfolgen. Wichtig hierbei ist, dass die Asche kalt und staubdicht verpackt wurde.
Um die von der Asche ausgehenden Gefahren zu mindern, wurden bereits Anfang des 19. Jahrhunderts baupolizeilichen Verordnungen hinsichtlich zur Brandverhütung in Textform erlassen. Beispielsweise erließ die herzoglich-nassauische Regierung im November 1826 eine solche Verordnung für ihr Herrschaftsgebiet.

## Ätzende Wirkung auf einige Metalle
Die mittelstark basisch wirkende wässrige Lösung von Asche ist in der Lage, Aluminium und andere laugenunbeständige Metalle unter Wasserstoffbildung aufzulösen. Dies sollte bei der Lagerung und Verarbeitung von Asche beachtet werden.

## Asche in der Kunst

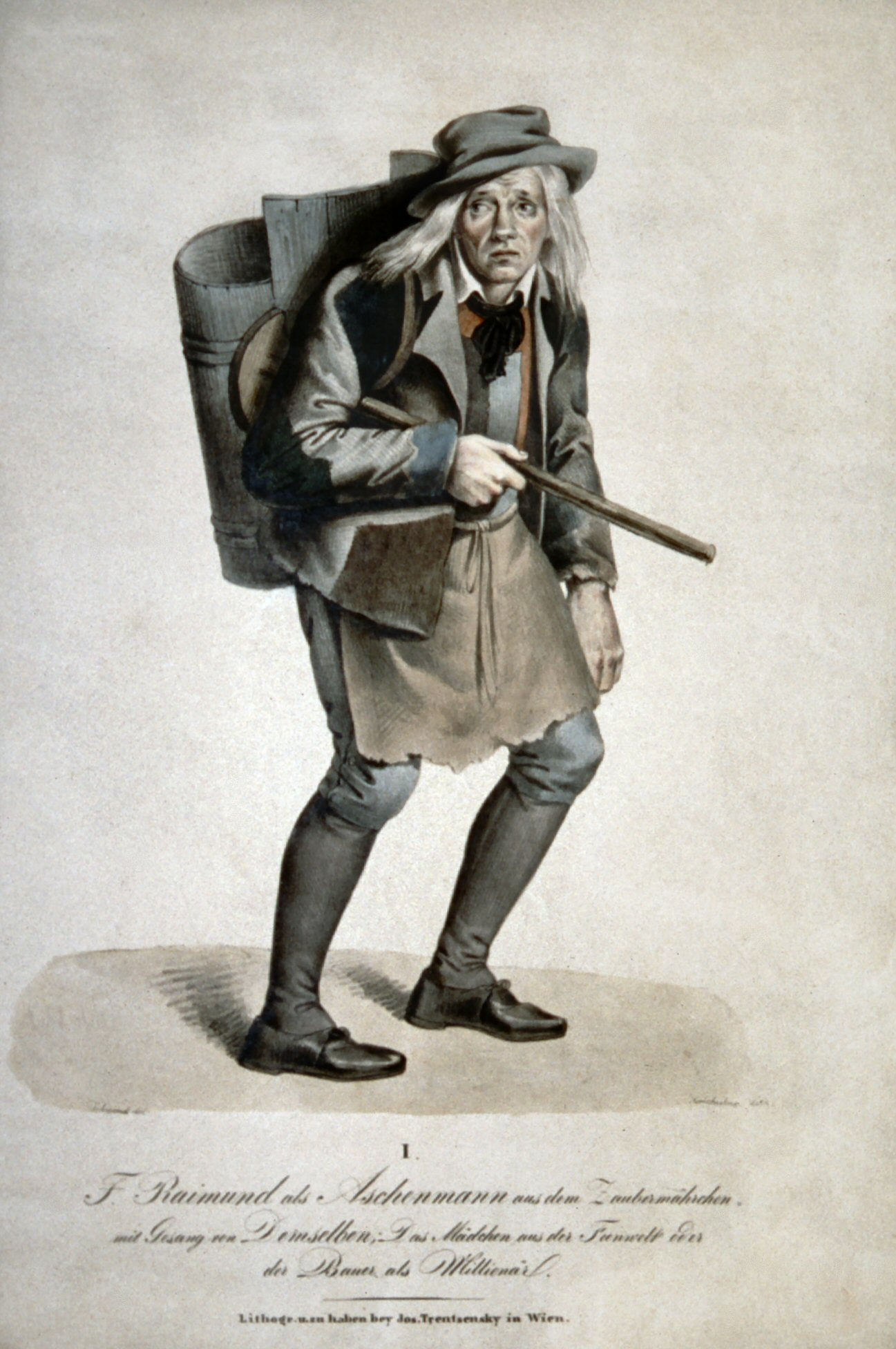
Ferdinand Raimund als Aschenmann in Das Mädchen aus der Feenwelt oder Der Bauer als Millionär

Der Künstler Günther Uecker bezieht in seine Bilder auch politische Fragestellungen, besonders auch Umweltpolitik, ein. Ein Beispiel dafür ist sein Zyklus Aschebilder als Antwort auf die Nuklearkatastrophe von Tschernobyl, die am 26. April 1986 ausgelöst worden war. Auch der zeitgenössische deutsche Künstler Anselm Kiefer arbeitet viel mit der „ungeliebten Substanz“ Asche.
Ferdinand Raimund setzte dem Aschenmann ein literarisches Denkmal in seinem 1826 uraufgeführten Zaubermärchen Das Mädchen aus der Feenwelt oder Der Bauer als Millionär und dem von Raimund komponierten Aschenlied.